# 神楽笛

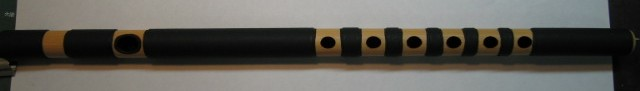
神楽笛

神楽笛（かぐらぶえ）は、雅楽の御神楽、一部の近代神楽で使われる日本古来の横笛。吹き物。管楽器に分類される。大和笛（やまとぶえ）、太笛（ふとぶえ）とも。
竹の管で作られ、全長は約46センチメートル。6つの指孔がある。
音の高さは龍笛より全音（長2度）低い。古典の演奏で用いられる音域は、壱越（D5）から盤渉（B6）である。
神楽笛の指孔は、吹き口に近い順に「六」「中」「夕」「丄」「五」「〒」と名付けられている。運指の形もそれぞれの孔名と同じ名称を用いるが、その場合は孔名の指孔を開け、その直前までの指孔を閉じた形を基本とするが、「丅」など孔名にない運指もある。
| 名称     | 口   | 〒   | 五     | 丄     | 夕     | 中     | 丅     | 六   |
| 読み     | く   | かん | ご     | じょう | しゃく | ちゅう | げ     | ろく |
| 和の音程 | (B4) | D5   | Eb5-E5 | F5     | G5     | A5     | Bb5-B5 | C6   |
| 責の音程 |      | D6   | Eb6-E6 | F6     | G6     | A6     | Bb6-B6 | (C7) |

このうち全ての指孔を閉じた形である「口」と、責の六は構造上は出すことができるが、実際の曲（少なくとも現行の古典曲）では用いられない。